# Hexatoma schnusei
Hexatoma schnusei är en tvåvingeart som först beskrevs av Carl Ernst Otto Kuntze 1913.  Hexatoma schnusei ingår i släktet Hexatoma och familjen småharkrankar. Inga underarter finns listade i Catalogue of Life.